# Стара Жадова
Стара́ Жа́дова — село в Україні, у Сторожинецькій міській громаді Чернівецькому районі Чернівецької області.

## Географія
Селом протікає струмок Бецьків, правий доплив Серету.

## Історія села
Вперше згадується 15 березня 1490 року в грамоті Стефана ІІІ. Наприкінці XIX — на початку XX ст. — містечко Сторожинецького повіту Герцогства Буковини. За доби австрійського панування місцева громада мала свою символіку: печатку з зображенням дерева, над яким шестикутна зірка. До Другої світової війни в Старій Жадові було дві школи-синагоги.
За переписом 1900 року в Жадовій були 773 будинки, проживали 3765 мешканців, з них: 3085 православних в тому числі 3080 україномовних, 557 німецькомовних в тому числі 499 юдеїв,164 римо-католиків з них 107 польськомовних а також 18 румуномовних.
З 24 серпня 1991 року село входить до складу незалежної України.
1992 року зареєстрована парафія УПЦ КП Святої Трійці.
17 липня 2020 року, в результаті адміністративно-територіальної реформи та ліквідації Сторожинецького району, село увійшло до складу Чернівецького району.

## Населення

### Мова
Розподіл населення за рідною мовою за даними :
| Мова            | Кількість | Відсоток |
| --------------- | --------- | -------- |
| українська      | 2369      | 99.04%   |
| російська       | 11        | 0.46%    |
| румунська       | 9         | 0.38%    |
| інші/не вказали | 3         | 0.12%    |
| Усього          | 2392      | 100%     |

## Відомі люди

### Народилися
- Аарон Аппельфельд — ізраїльський прозаїк, поет.
- Тодорюк Михайло Дмитрович — двічі лицар Бронзового хреста заслуги УПА, референт зв'язку та керівник техзвена Буковинського окружного проводу ОУН.
- Шершень Андрій Олексійович (1981—2014) — старший солдат Збройних сил України, учасник російсько-української війни.
- Мензак Петро Петрович — Український журналіст, літератор-публіцист. Член НСЖУ. Народився 15.02.1934 року. Розпочав творчу діяльність у регіональній газеті «Радянська Верховина» (Сторожинецький, Вижницький, Вашківський, Путильський райони Чернівецької області). Фахову журналістську освіту здобув у ВПШ в Києві. Працював редактором газети «Прапор перемоги» (м. Заставна), у Ямало-Ненецькому окрузі на Півночі СРСР, де у 1989 р. як редактор був делегатом Всесоюзного з'їзду малих народів Півночі і Далекого Сходу. Повернувшись на Буковину, працював оглядачем газет «Селянські інтереси», «Буковинське віче». Автор літературно-публіцистичного видання «Не чекай похвали…».

### Пов'язані із селом
- Жив і навчався в місцевій школі майбутній митрополит Рівненський і Острозький УПЦ КП Даниїл (Чокалюк) (1958—2005).
- Провів дитячі і юнацькі роки митрополит Київський і всієї України Епіфаній (Думенко), предстоятель Православної церкви України (з грудня 2018 року).

## Пам'ятки
- Церква святого Архистратига Михаїла (Михайлівська церква), 1806 р.
- Палац графа Сикантина, 1893 р., модерн
- Старе єврейське кладовище
- Старожадівський парк

## Світлини

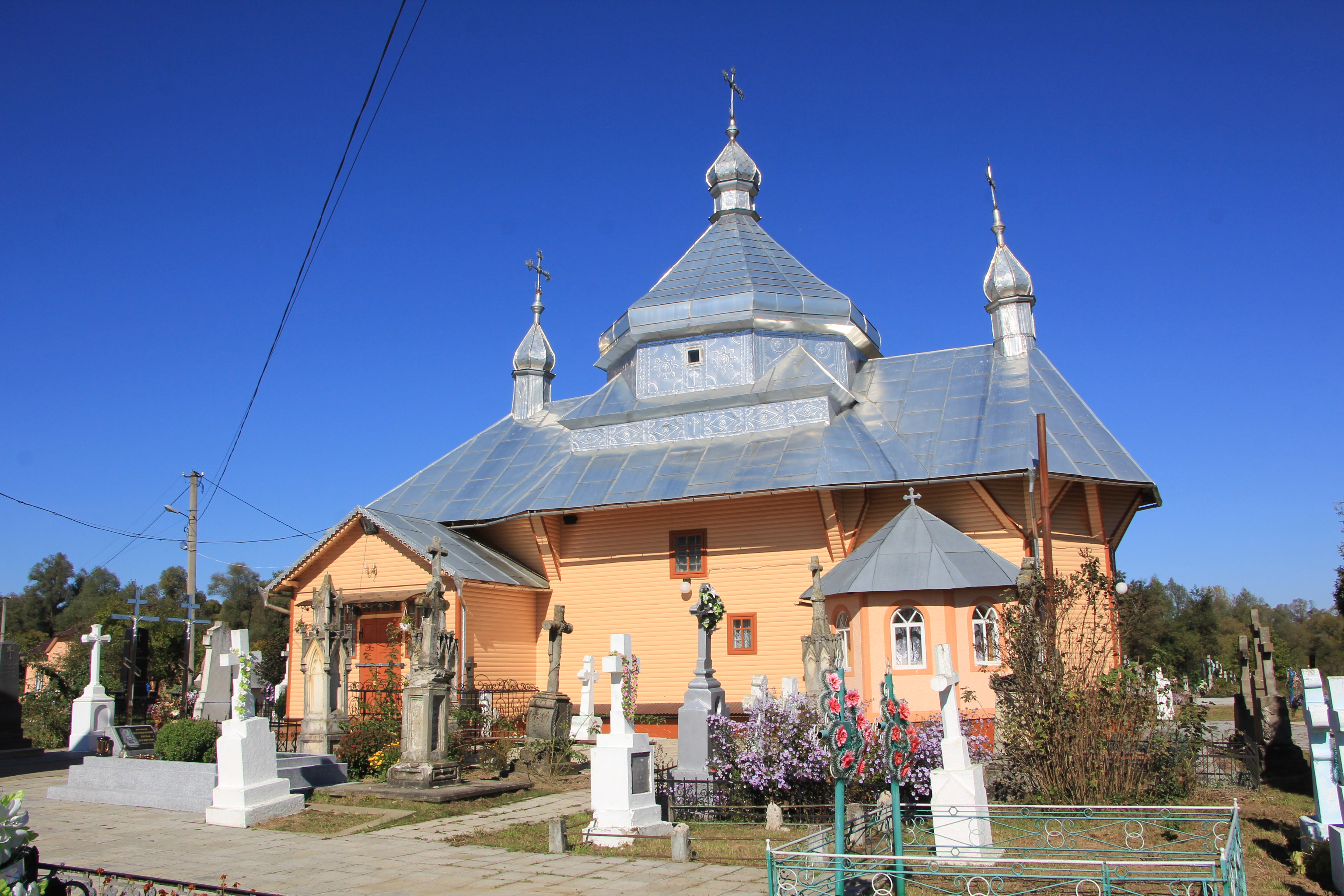
Дерев'яна церква Св. Арх. Михайла 1806р.
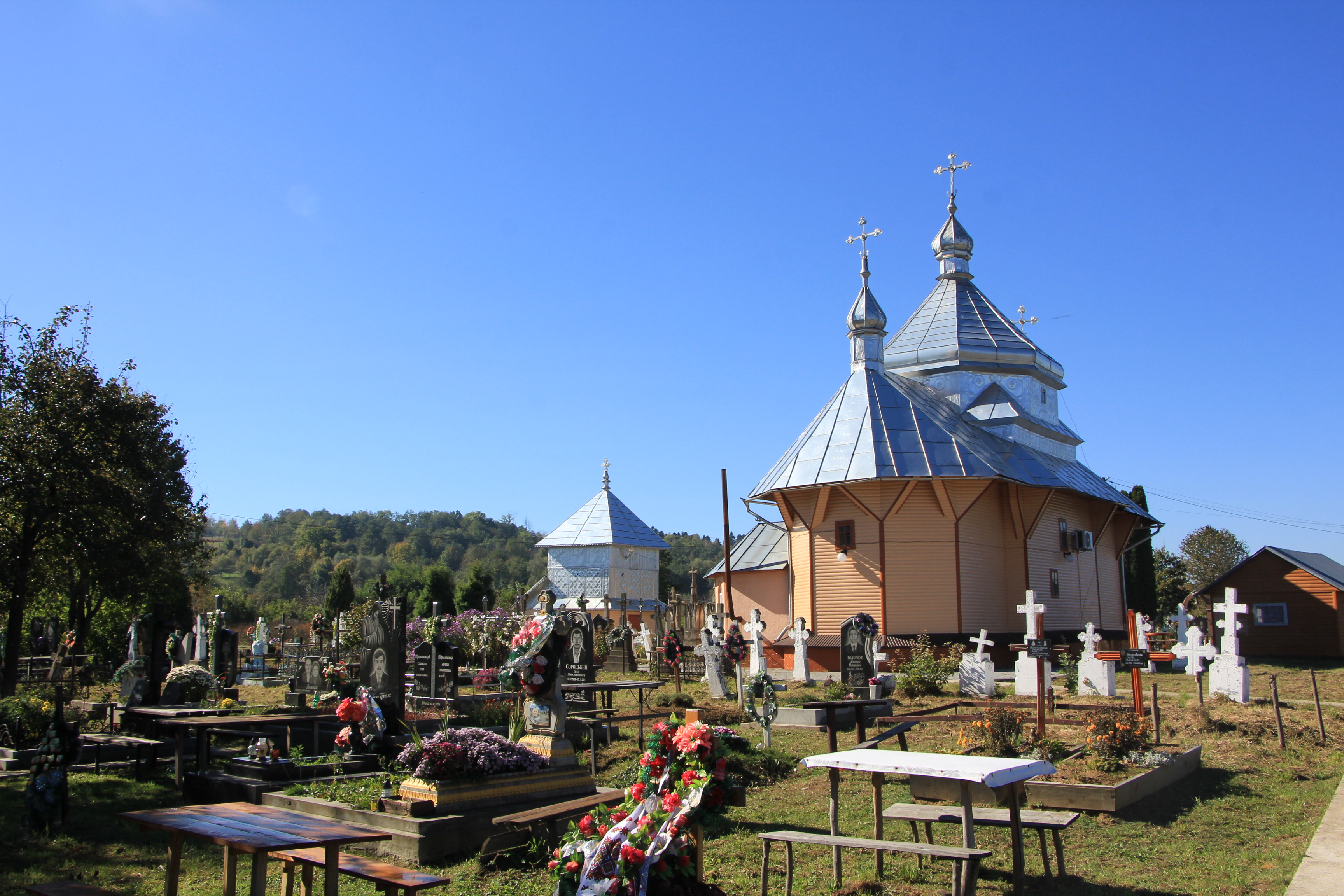
Дерев'яна церква Св. Арх. Михайла 1806р.
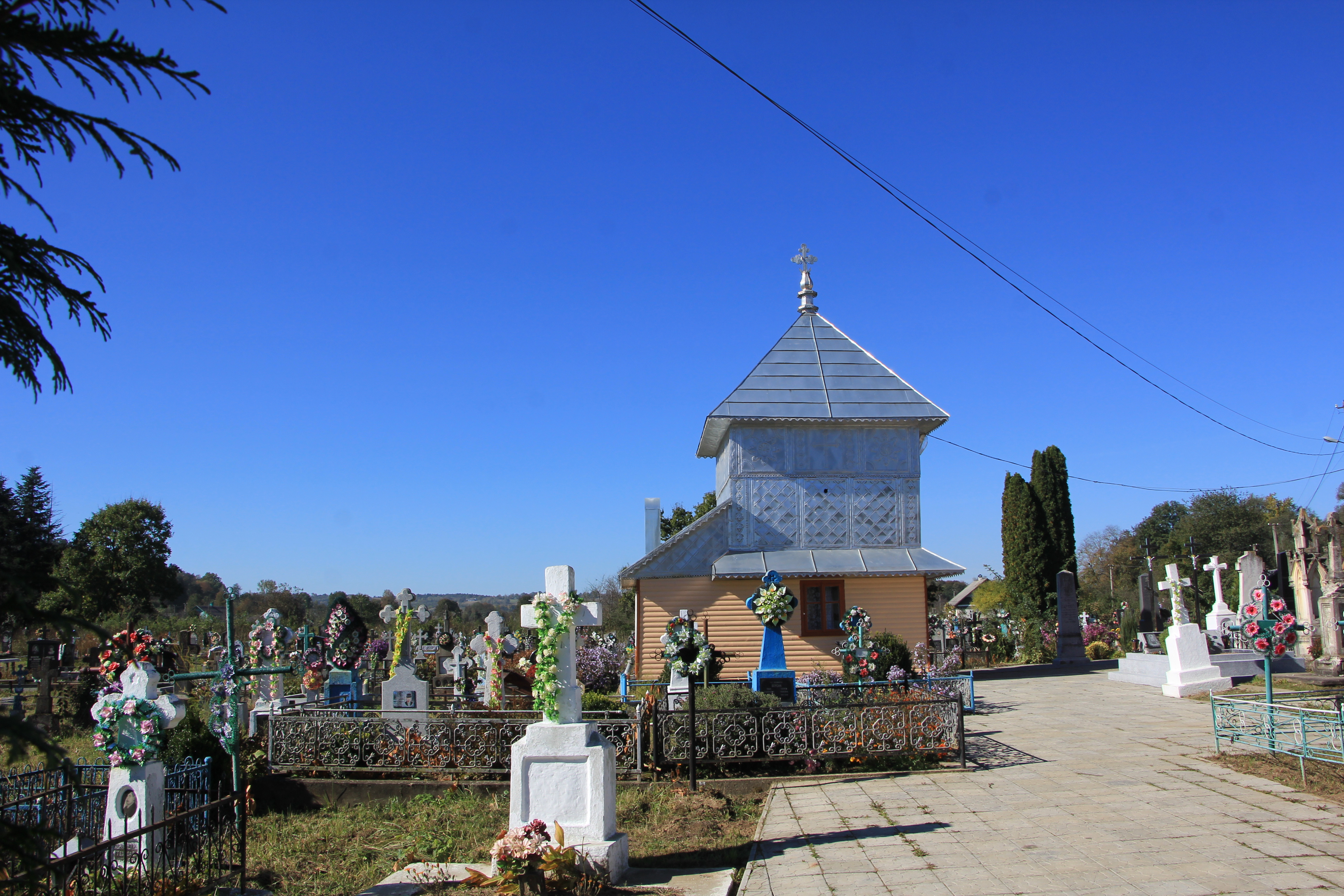
Дерев'яна церква Св. Арх. Михайла 1806р.
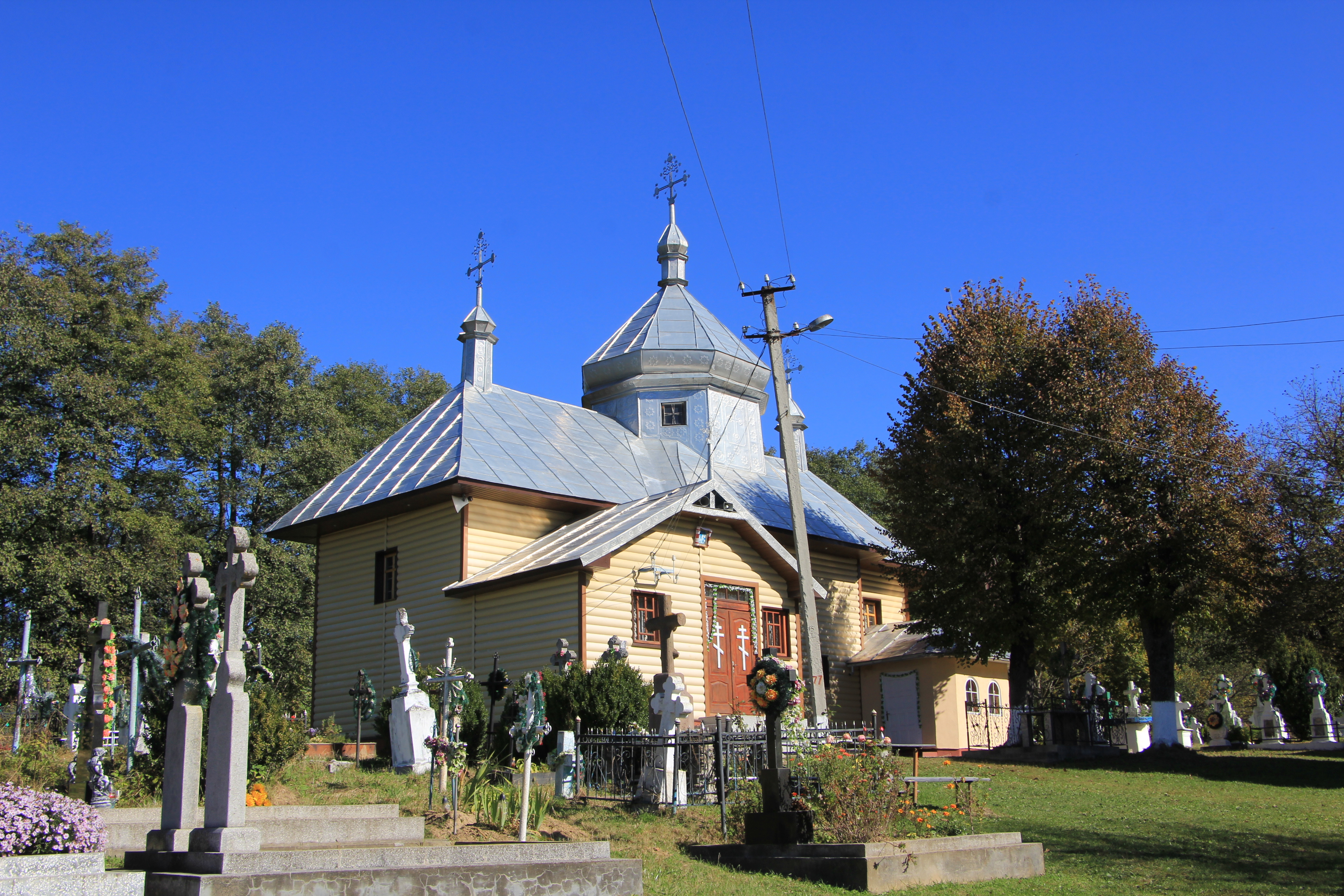
Дерев'яна церква Пр. Богородиці
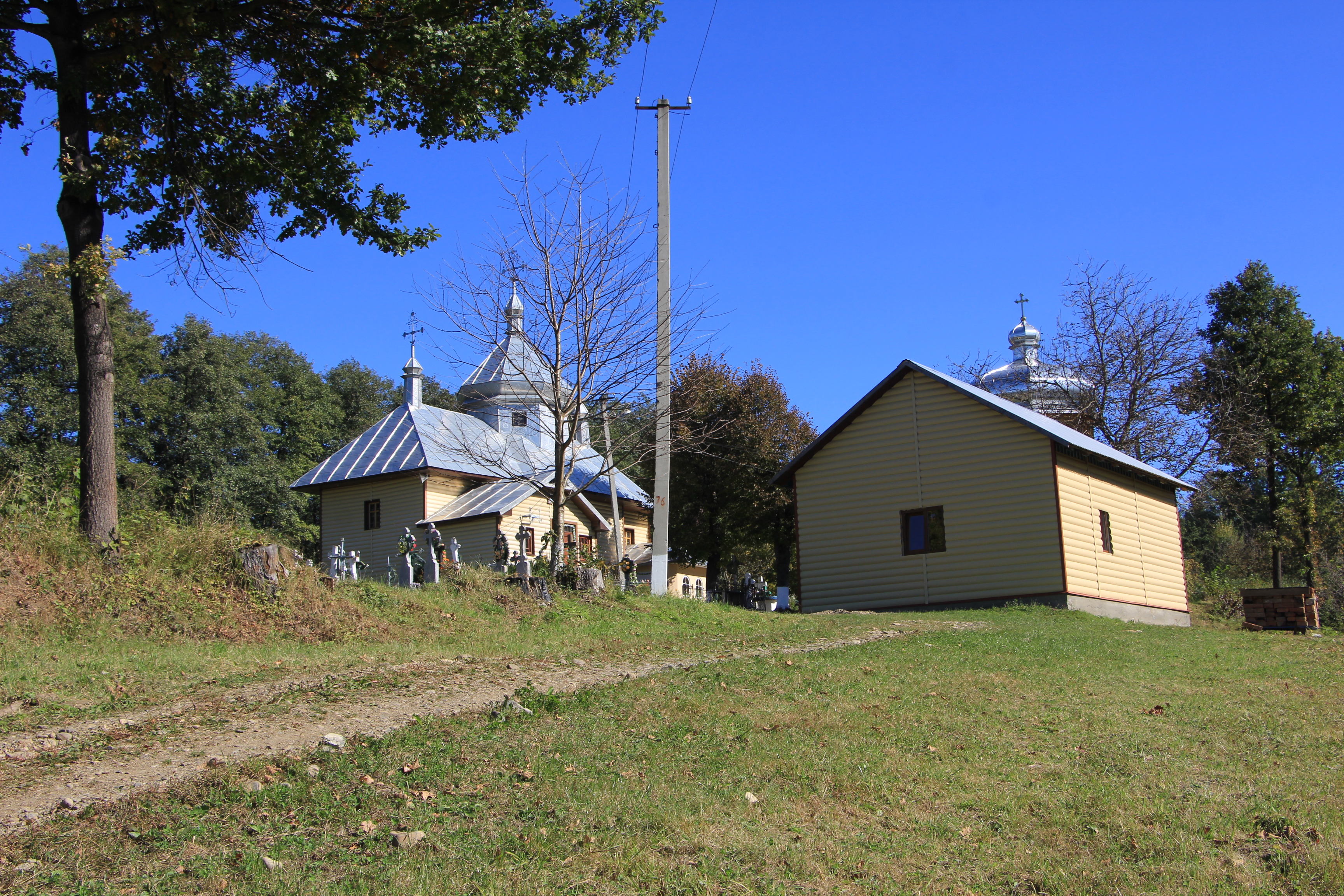
Дерев'яна церква Пр. Богородиці